# فرانسوا ألبرت
فرانسوا ألبرت (بالفرنسية: François Albert)‏ هو سياسي فرنسي، ولد في 4 أبريل 1877 في بوردو في فرنسا، وتوفي في 23 نوفمبر 1933 في باريس في فرنسا. حزبياً، نشط في Republican, Radical and Radical-Socialist Party ‏. وقد انتخب عضو مجلس الشيوخ في الجمهورية الفرنسية الثالثة وانتخب رئيس بلدية ‏ وانتخب نائب فرنسي.